# Euproctis chionobalia
Euproctis chionobalia är en fjärilsart som beskrevs av Collenette 1933. Euproctis chionobalia ingår i släktet Euproctis och familjen tofsspinnare. Inga underarter finns listade i Catalogue of Life.